# Duplagondol
A duplagondol (angolul: doublethink) George Orwell 1984 című regénye szerint:
„azt a képességet jelenti, hogy valaki egyidejűleg két, egymásnak ellentmondó nézet birtokában van, s mindkettőt elfogadja. […] Megfontolt hazugságokat mondani s közben őszintén hinni bennük, elfelejteni bármilyen tényt, ha időszerűtlenné vált, s aztán, ha ismét szükség van rá, előkotorni a feledésből éppen csak a szükséges időre, tagadni az objektív valóság létezését, s ugyanakkor számításba venni a tagadott valóságot – mindez elengedhetetlenül szükséges. Még a duplagondol szó használatakor is szükség van a duplagondol alkalmazására. A szó használatával ugyanis elismeri az ember, hogy meghamisítja a valóságot; a duplagondol azonnali alkalmazásával kitörli ennek tudatát; s így tovább a végtelenségig: a hazugsággal mindig az igazság elé ugrik.”
Az 1984 című antiutópisztikus regényében George Orwell egy totalitárius társadalmat ír le a sztálinista Szovjetunió mintájára. Bár a könyv leginkább a mindennapi élet folyamatos megfigyelésének leírásáról híres, Orwell elképzelte, hogy a népességet irányítani és manipulálni lehetne a mindennapi nyelv és gondolatok módosításával. A leírt technikák az „újbeszél” és a „duplagondol”.
A duplagondol egyfajta tanított, kötelességtudó vakság a velejáró ellentmondásokkal kapcsolatban, a hit egy téves rendszerében. Winston Smith, a regény főhőse esetében azt jelentette, hogy képes legyen a minisztériumban dolgozni, ott eltörölni a kényelmetlen tényeket a nyilvános adatokból, majd utána hinni az új történelemben, amit többek között ő maga írt át.
Orwell további szóalkotásai: gondolatbűn, bűnstop, óbeszél, kacsabeszél, duplapluszjó és duplaplusznemjó.